# Primera investidura presidencial de George Washington
La primera investidura presidencial de George Washington como el primer Presidente de los Estados Unidos se llevó a cabo el 30 de abril de 1789 en el balcón de Federal Hall en Nueva York. La investidura fue realizada casi dos meses antes del inicio del periodo de cuatro años de Washington como presidente. El Canciller de Nueva York, Robert Livingston, administró el juramento. Con esta investidura, el poder ejecutivo del gobierno estadounidense empezó oficialmente sus operaciones bajo el nuevo esquema de gobierno establecido por la Constitución de 1787. La investidura de John Adams como Vicepresidente de los Estados Unidos se dio el 21 de abril de 1789 cuando asumió sus funciones como presidente del Senado de los Estados Unidos, también mantenida como la única investidura programada para un día que no fuera en enero o marzo.

## Inicio del primer período presidencial
El primer periodo presidencial se inició el 4 de marzo de 1789, fecha establecida por el Congreso de la Confederación para el inicio de las operaciones del gobierno federal bajo la nueva constitución estadounidense.  Sin embargo, retrasos logísticos evitaron el efectivo inicio de las operaciones del poder ejecutivo en ese día. Esa jornada la Cámara de Representantes y el Senado fueron convocados pero no se reunieron por falta de quorum.  Como resultado, los votos electorales presidenciales no pudieron ser contados ni certificados. El 1 de abril, la Cámara se reunió en primera convocatoria y los representantes iniciaron su trabajo con la elección de Frederick Muhlenberg como su Vocero. El Senado logró el quorum el 6 de abril y eligió a John Langdon como su presidente interino. Ese mismo día, la Cámara y el Senado se reunieron en una sesión conjunta y los votos electorales fueron contados. Washington y Adams fueron certificados como presidente y vicepresidente electos respectivamente. 
Fue a las 5 p.m. en Mount Vernon el 14 de abril de 1789, cuando Washington recibió la notificación oficial de que había sido elegido unanimemente por el colegio electoral para ser el primer presidente de la nación. La carta había sido enviada por el Senador John Langdon de Nuevo Hampshire, el primer presidente pro tempore del Senado, quien había presidido durante el conteo de los votos electorales. Washington respondió inmediatamente y partió hacia Nueva York dos días después,  acompañado por David Humphreys y un tal Sr. Thomson, quien fue el mensajero nombrado por el Senado que llevó la carta al general Washington informándole su elección.

### Viaje de Washington a Nueva York
En su camino a la ciudad de Nueva York, Washington recibió bienvenidas triunfales en casi cada pueblo por el que pasó. Estos incluyeron Alexandria; Georgetown, Maryland (hoy parte de Washington D. C.); Baltimore; y Havre de Grace.  Uno de los lugares en los que pernoctó fue Spurrier's Tavern en Baltimore. Poco después del mediodía del 20 de abril, Washington llegó a una elaborada bienvenida en Gray's Ferry en Filadelfia. El 21 de abril las Damas de Trenton organizaron su recepción en Trenton.  El 23 de abril abordó una pequeña barcaza con 13 pilotos a través del estrecho Kill Van Kull hasta la bahía Upper New York, y de ahí a la ciudad. Una variedad de botes lo rodeaban durante el viaje y el acercamiento de Washington fue saludado por disparos de cañones: primero un saludo de trece disparos del buque de guerra español Galveston, luego por el North Carolina y finalmente de otra artillería.  Miles se reunieron en la orilla para verlo llegar.  Washington desembarcó en Murray's Wharf, al pie de Wall Street, donde fue recibido por el gobernador de Nueva York George Clinton, así como por otros miembros del congreso y ciudadanos.  Una placa marca hoy el sitio de desembarco.  Luego avanzaron entre las calles hacia lo que sería la nueva residencia oficial de Washington, 3 Cherry Street. 

## Investidura

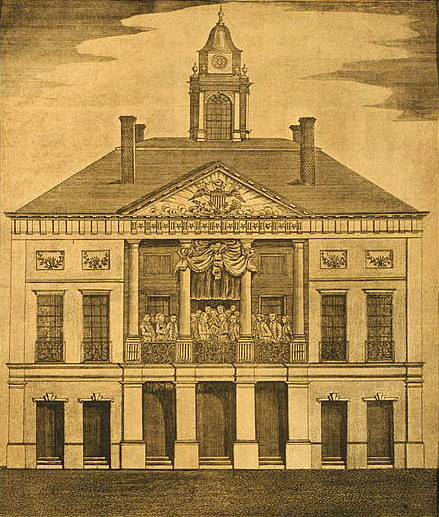
Federal Hall, Nueva York, lugar de la primera investidura de George Washington el 30 de abril de 1789.

Desde el amanecer del 30 de abril de 1789, una multitud empezó a juntarse alrededor de la casa de Washington y, para el mediodía, llegaron al Federal Hall por Queen Street y el Gran Muelle.  Washington se vistió en un traje hecho en Estados Unidos de color marrón oscuro con medias de seda blanca y hebillas de calzado de plata; también llevó una espada con empuñadura de acero y un sobretodo rojo oscuro.
A su llegada al Federal Hall, en ese entonces capital de la nación y lugar donde se reunían la Cámara y el Senado, Washington fue formalmente presentado a la Cámara y al Senado, luego de lo cual el vicepresidente John Adams anunció que era el momento de la investidura (Adams ya había asumido el cargo de vicepresidente el 21 de abril, cuando empezó a presidir las sesiones del Senado). Washington se dirigió al balcón del segundo piso. El canciller de Nueva York, Robert Livingston, quien había servido en el Comité de los Cinco que habían redactado la Declaración de Independencia, le tomó el juramento presidencial a la vista de multitud de personas que se reunieron en las calles.  La biblia utilizada en la ceremonia provenía de la Logia de San Juan N° 1, A.Y.M., y debido a la prisa, fue abierta de forma aleatoria en Génesis 49:13 ("Zabulón vivirá cerca del mar. Sus costas serán un lugar seguro para los barcos y su tierra se extenderá hasta Sidón"). Luego, Livingston gritó "Long live George Washington, President of the United States!" (en español: ¡Viva George Washington, Presidente de los Estados Unidos!) a la muchedumbre, que fue replicado con aclamaciones y saludos de trece disparos.El primer discurso de investidura fue luego dado por Washington en la cámara del Senado,  conteniendo 1419 palabras.En este tiempo no había un baile inaugural el día de la ceremonia, pero una semana después, el 7 de mayo, se celebró un baile en Nueva York para celebrar al primer presidente.
Tres días antes de que George Washington tomara el juramento como primer presidente de los Estados Unidos, el Congreso aprobó la siguiente resolución: "Se resuelve, que luego de que se tome el juramento al presidente, él, asistido por el vicepresidente y miembros del Senado y la Cámara de Representantes, procederá a la capilla de San Pablo para escuchar un servicio religioso."   De acuerdo con ello, el reverendo Samuel Provoost (1742–1815), recientemente nombrado como capellán del Senado de los Estados Unidos y primer obispo episcopal de Nueva York, ofició un servicio en la Capilla de San Pablo el 3 de mayo de 1789, con la presencia del recientemente juramentado presidente y miembros del Congreso.

## En la cultura popular
- La investidura es mostrada en un episodio de la miniserie de HBO del 2008 John Adams, aunque en ella Robert Livingston es mostrado gritando erróneamente "¡Dios bendiga a George Washington!" al final de la ceremonia en vez de "¡Viva George Washington!".
- Este evento, su locación, y a la fecha del día 30 de abril, tienen particular significado en el juego de video Metal Gear Solid 2: Sons of Liberty.